# Lac Bear (Colorado)
Pour les articles homonymes, voir Lac Bear.
Le lac Bear, en anglais Bear Lake, est un lac dans l'État américain du Colorado. Il est situé à une altitude de 2 890 m dans le comté de Larimer et le parc national de Rocky Mountain. À proximité se trouvent plusieurs bâtiments, parmi lesquels une station de rangers, un arrêt de bus et des toilettes publiques inscrites au Registre national des lieux historiques, la Bear Lake Comfort Station.